# Jean Collas
Jean Collas (París, 3 de juliol de 1874 – Asnières-sur-Seine, Alts del Sena, 30 de desembre de 1928) va ser un jugador de rugbi francès que va competir a cavall del segle xix i el segle xx. El 1900 va prendre part en els Jocs Olímpics de París. En la competició de rugbi va guanyar la medalla d'or, i en la prova del joc d'estirar la corda la de plata formant part de l'equip francès.
Jugador del Racing Club de France en la posició de centre, guanyà les lligues franceses del 1900 i 1902.